# جارون
 جارون  بضم الراء والواو، وسكون النون، قرية صغيرة، وتقريباً مهجورة، تتبع ناحية كوخرد ( بالفارسية: بخش كوخرد ) من توابع مدينة بستك وتقع في محافظة هرمزگان في جنوب إيران. وتقع في شمال شرقي قرية كوخرد. وعلى بعد 25 كيلومتراً.

## حدود قرية جارون
من الشمال: قرية تشوا وجبل لاور، ومن الجنوب 
« بهر جارون » ومن الغرب طريق بار ترك، ومن الشرق تنتهي بــ(وادي آب غني), وقرية كم رضوان في أقصى الشرق.

## السكان
يقطنها أسرة واحدة في الجهة الشرقية لـ وادي آب غنی،
من أهل السنة والجماعة وعلى المذهب الشافعي يتكلمون الفارسية باللهجة المحلية، ولهم مسجد وبركة واحدة. في الماضي كانت القرية عامرة وكان يقطنها خمسة أسر، وكانت القرية حلقة وصل بين قرية لاور شيخ وباقي القرى المجاورة لها، وكان سكان هذه القرية ينقلون البضائع والأشخاص الذين يقصدون الذهاب إلى قرية (لاور الشيخ) وبالعكس مقابل أجر متفق عليه، وكانوا يمتلكون قافلة من الجمال والبغال والحمير، يستخدونها في نقل البضائع. أما الآن فقد أصبحت القرية خاوية على عروشها، وشبه مهجورة، حيث لايقطن فيها سوى أسرة واحدة في الجهة الشرقية من الوادي.

## وصلات خارجية
- الادارية لمحافظة هرمزگان
- الادارية لمحافظة هرمزگان (بلده كوخرد)